# Siganus guttatus

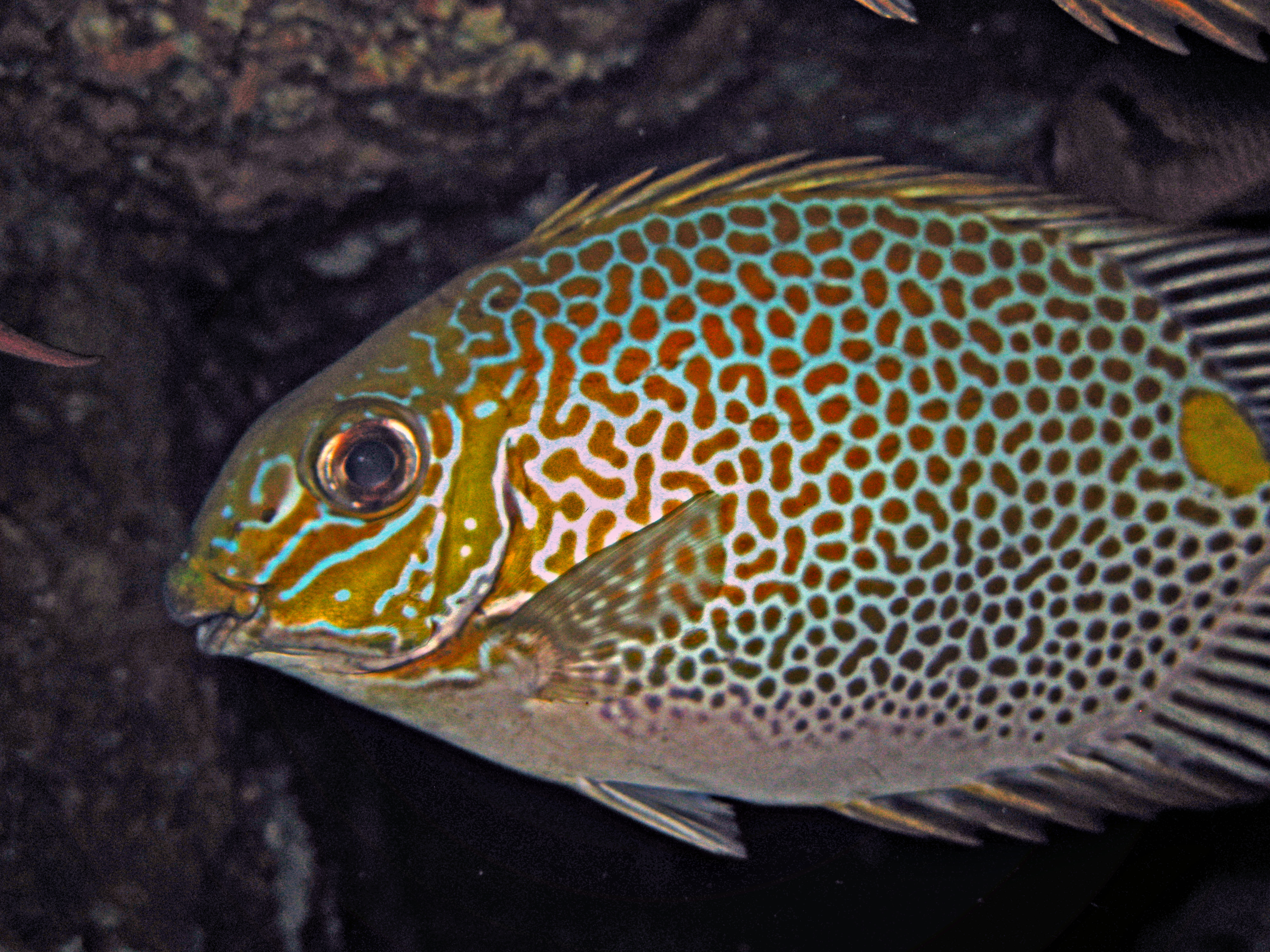
S. guttatus en las islas Similan, Tailandia

Siganus guttatus es una especie de peces marinos de la familia Siganidae, orden Perciformes, suborden Acanthuroidei. 
Su nombre común es sigano rayas doradas. Es una especie comercializada para consumo humano en algunos mercados de pescado de su rango de distribución.
Al contrario de otros sigánidos, esta especies es activa también por la noche.

## Morfología
El cuerpo de los sigánidos es medianamente alto, muy comprimido lateralmente. Visto de perfil recuerda una elipse. La boca es terminal, muy pequeña, con mandíbulas no protráctiles. 
La coloración base de la cabeza, el cuerpo y las aletas, es azulada. La cabeza tiene rayas irregulares doradas, del mismo color que un moteado irregular que cubre todo el cuerpo, el pedúnculo y la aleta caudales. En la base de los últimos radios de la aleta dorsal, junto al pedúnculo caudal, tiene una mota grande dorada, distintiva de la especie. El vientre es plateado. Las espinas de las aletas dorsal y anal están bordeadas en amarillo. Los juveniles tienen menos cantidad de puntos sobre el cuerpo, y de mayor tamaño, que los adultos. 
Cambian su coloración a patrones con manchas o franjas irregulares, de tonalidades oscuras, que les proporcionan un camuflaje estratégico, tanto cuando están estresados, como para dormir.
Cuentan con 13 espinas y 10 radios blandos dorsales, precedidos por una espina corta saliente, a veces ligeramente sobresaliente, y otras totalmente oculta. La aleta anal cuenta con 7 fuertes espinas y 9 radios blandos. Las aletas pélvicas tienen 2 espinas, con 3 radios blandos entre ellas, característica única y distintiva de esta familia. Las espinas de las aletas tienen dos huecos laterales que contienen glándulas venenosas.
El tamaño máximo de longitud es de 42 cm, aunque el tamaño medio es de 25 cm.

## Reproducción
Son dioicos, ovíparos y de fertilización externa. Los huevos son demersales, depositados en el fondo, y adhesivos. El desove se produce a media noche, en los meses calurosos, coincidiendo con el 7º u 8º día del ciclo lunar. Cuando los huevos eclosionan los padres no cuidan a la prole.
Poseen un estado larval planctónico de unos 24 días de duración. Desarrollan un estado postlarval, característico del suborden Acanthuroidei, llamado acronurus, en el que los individuos son transparentes, y se mantienen en estado pelágico durante un periodo extendido antes de establecerse en el hábitat definitivo, y adoptar entonces la forma y color de juveniles.

## Alimentación
Son principalmente herbívoros Progresan de alimentarse de fitoplancton y zooplancton, como larvas, a alimentarse de macroalgas bénticas y pequeños invertebrados.

## Hábitat y comportamiento
Habitan en aguas tropicales, asociados a arrecifes de coral costeros y estuarios. Frecuentan arrecifes interiores de aguas turbias entre manglares. Toleran, e incluso prefieren, baja salinidad. Las larvas se asientan entre camas de hierbas marinas alrededor de las desembocaduras de los ríos, y los adultos entran y abandonan los ríos con las mareas, viéndose también en pendientes de arrecifes interiores de barrera. Ocurren en "escuelas" toda su vida, las de adultos suelen ser de 10-15 individuos.
Su rango de profundidad es entre 0 y 25 metros.

## Distribución geográfica
Estos peces se encuentran en el este del océano Índico y el oeste del Pacífico, siendo una especie moderadamente común en su rango de distribución.
Están presentes en la isla de Andamán, Australia, Camboya, China, Filipinas, India, Indonesia, Japón, Malasia, Micronesia, Palaos, islas Ryukyu, Singapur, Tailandia, Taiwán y Vietnam. Siendo cuestionable su presencia en Tanzania y Vanuatu.
Al oeste, sur, y este de su rango de distribución, es reemplazado por Siganus lineatus.

## Galería

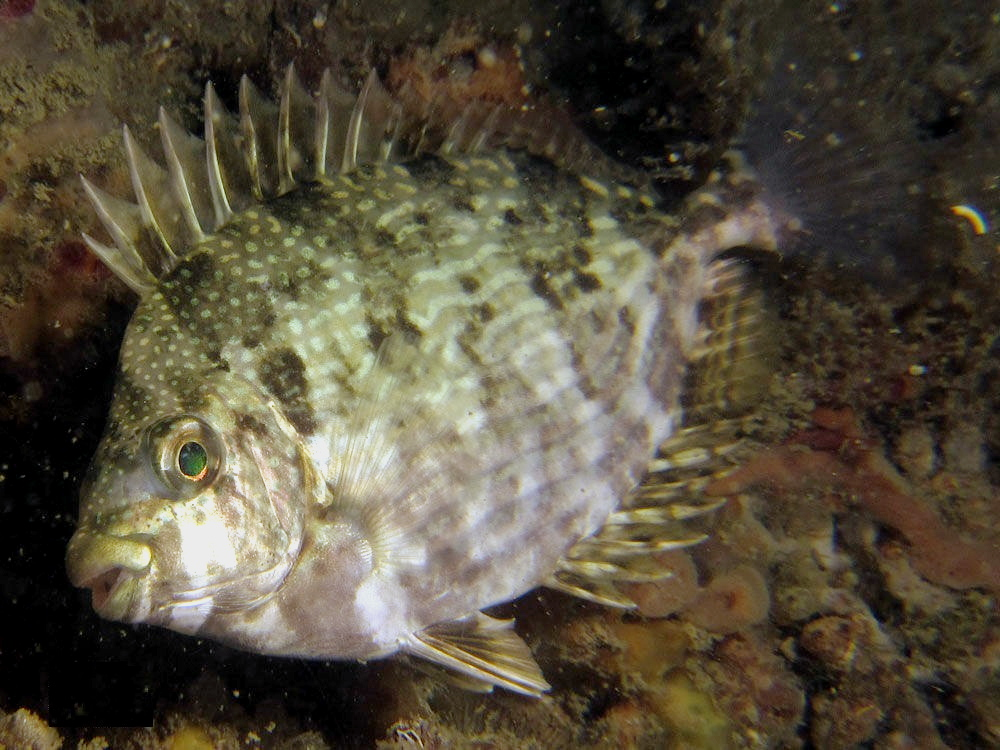
S. guttatus camuflado con su "pijama"
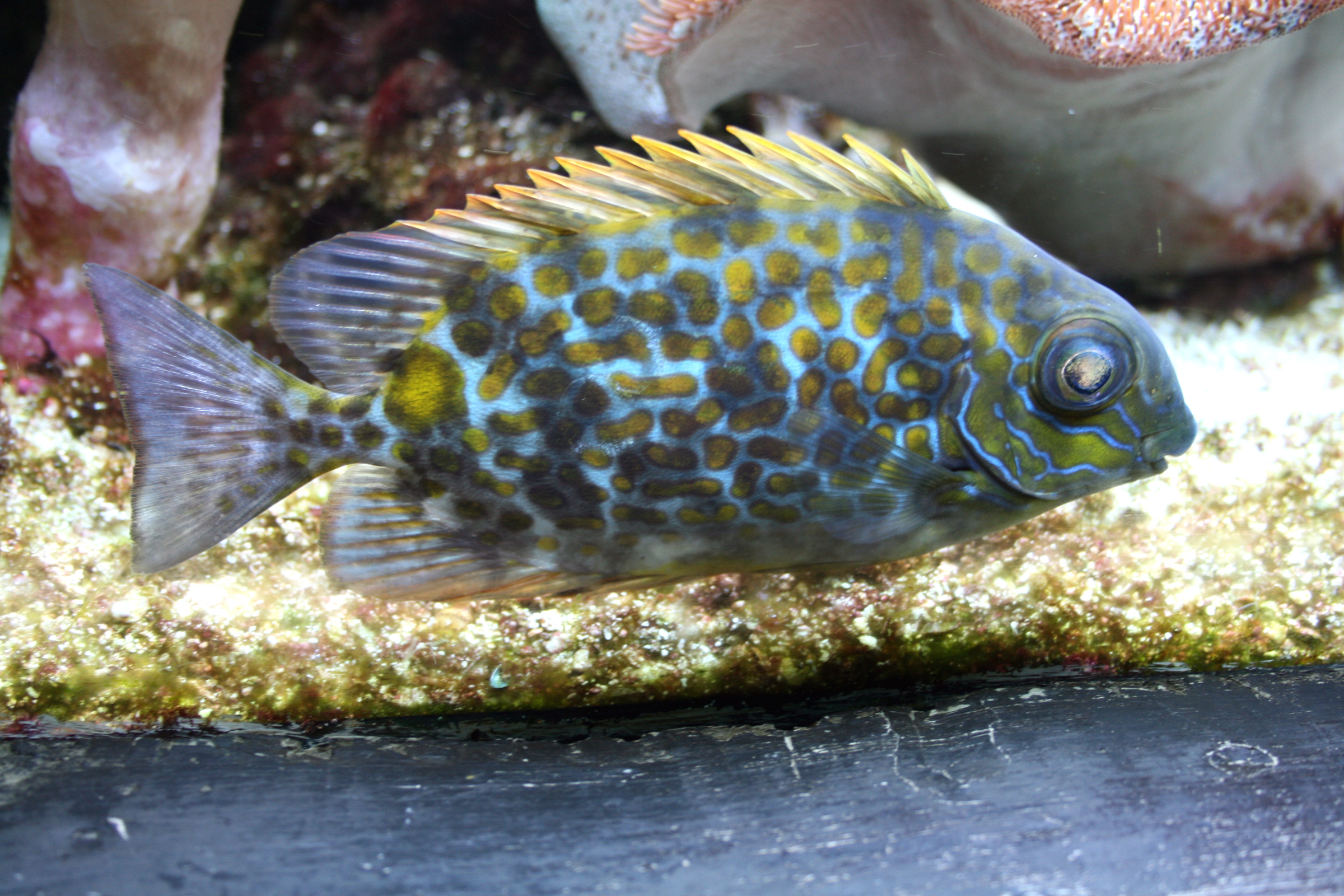
Ejemplar juvenil estresado en acuario
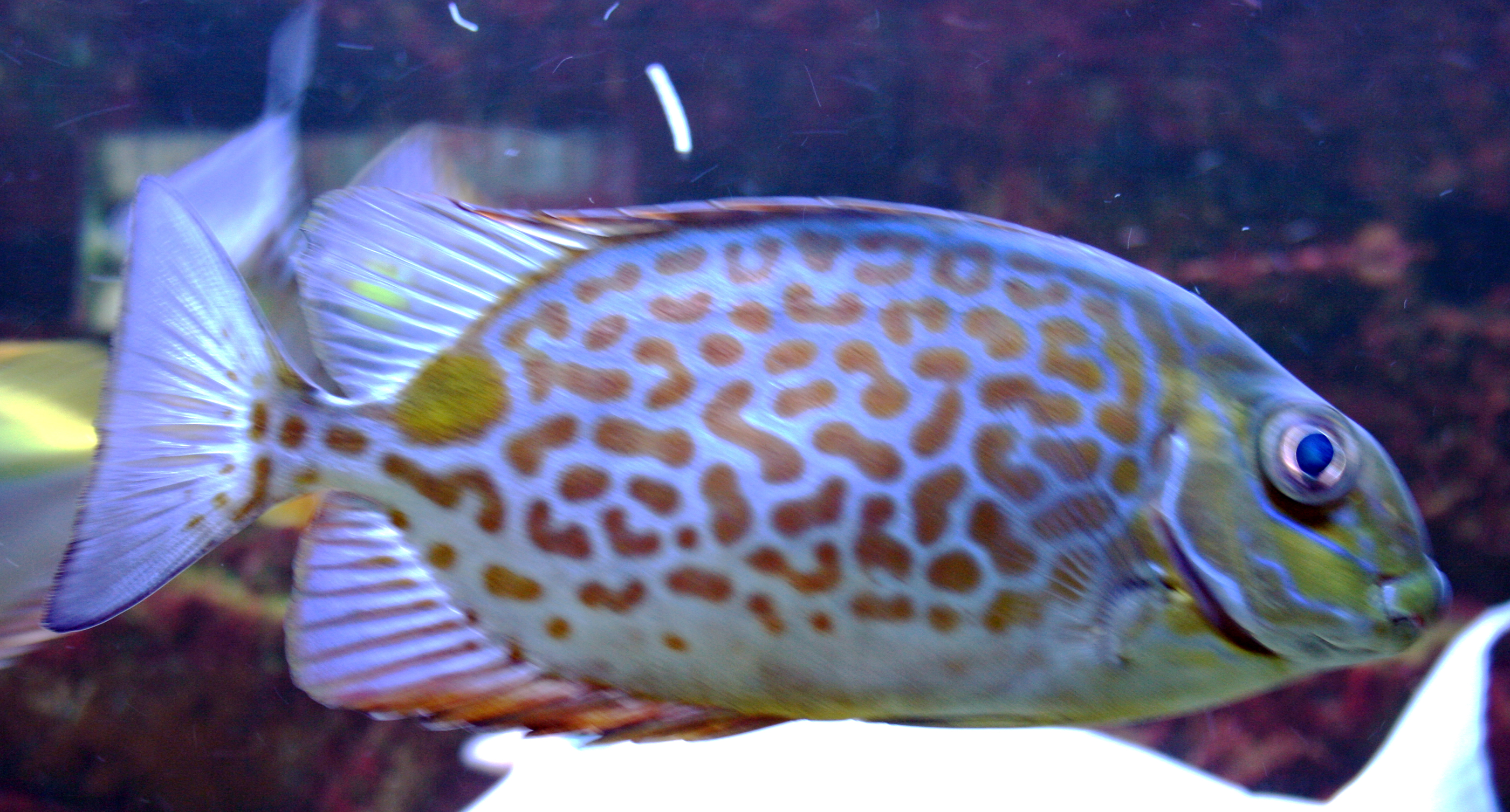
Ejemplar juvenil en acuario
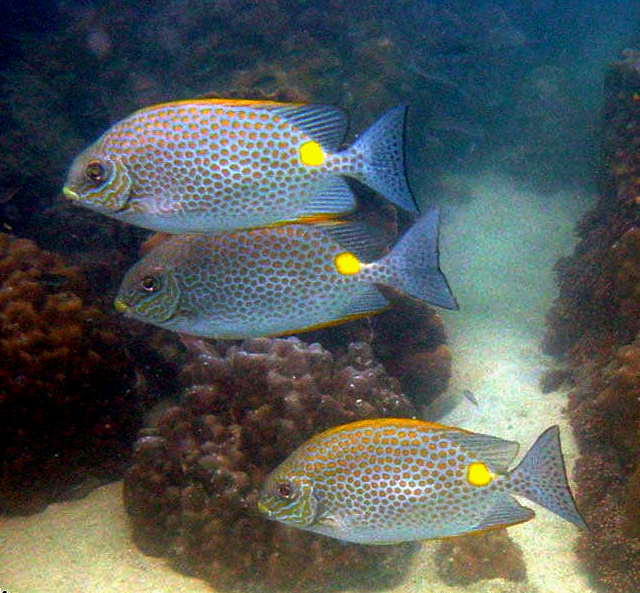
S. guttatus trío en Koh Phangan, Tailandia
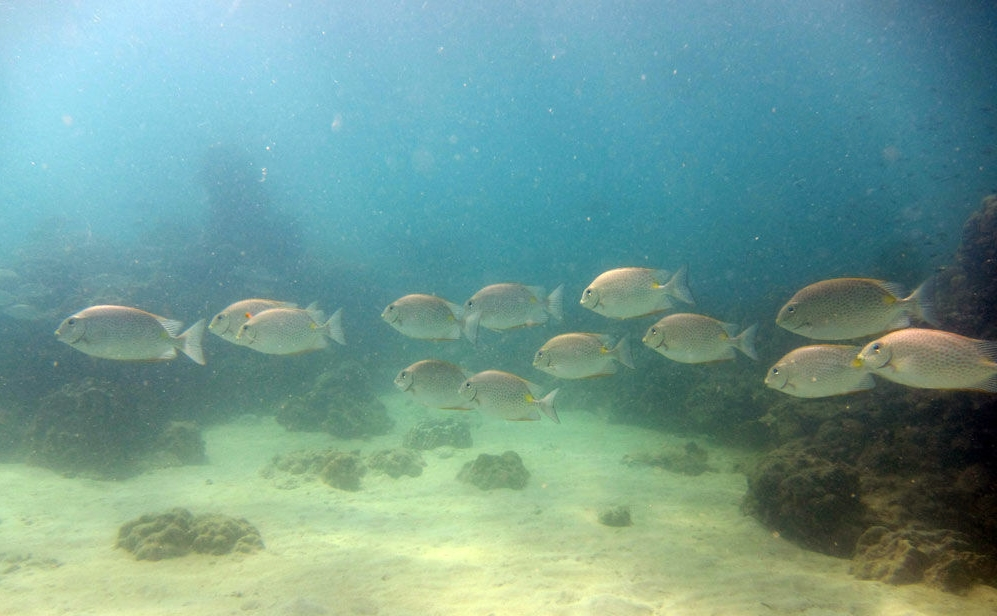
Escuela de S. guttatus en Koh Phangan
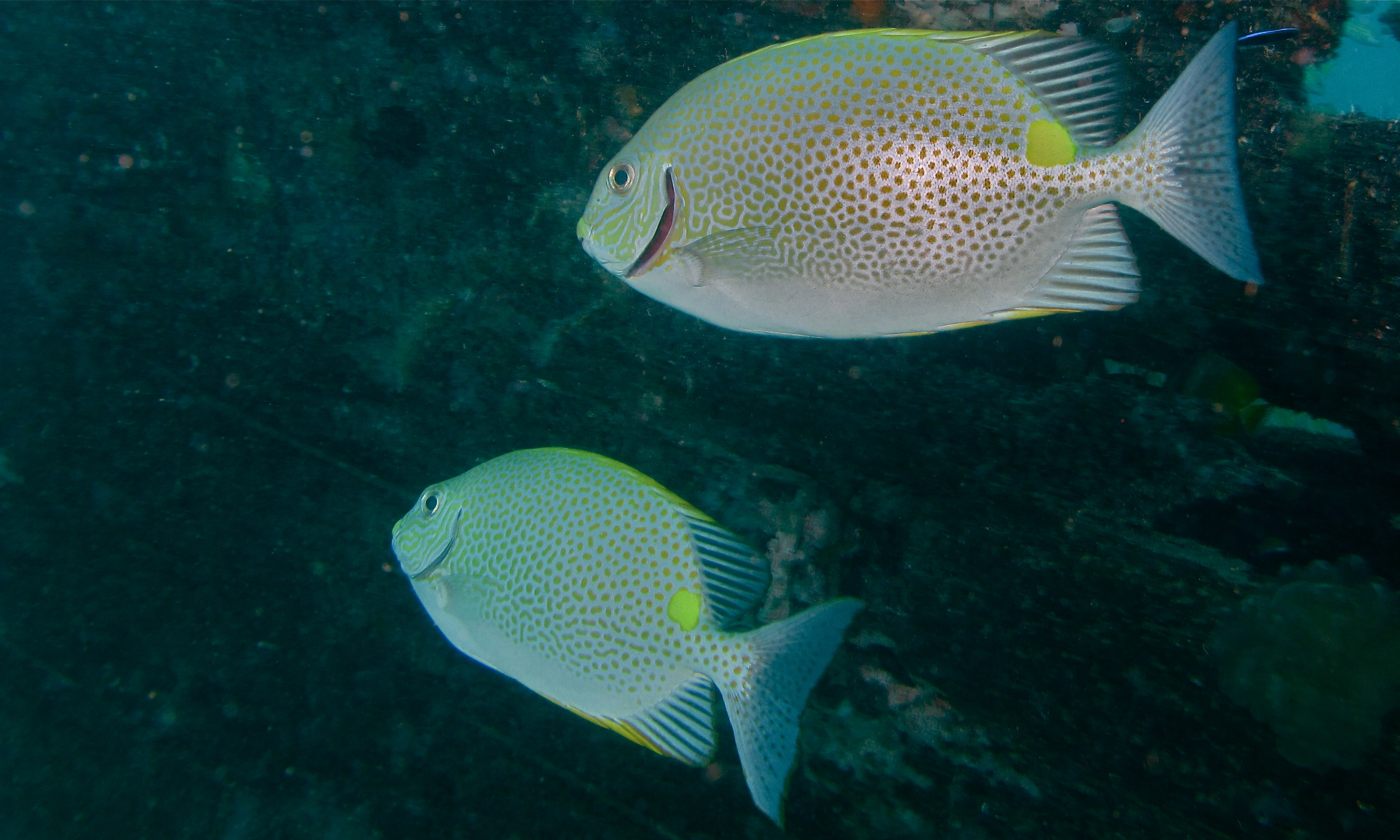
Pareja de S. guttatus, en House Reef, Kapalai, Sabah, Malasia